# Boucan-Carré
Boucan-Carré, in creolo haitiano Boukan Kare, è un comune di Haiti facente parte dell'arrondissement di Mirebalais nel dipartimento del Centro.